# Mellanhäger
Mellanhäger (Ardea intermedia) är en fågel i familjen hägrar inom ordningen pelikanfåglar. Den förekommer i södra och östra Asien. Fram tills nyligen inkluderades afrikanska arten gulnäbbad häger och australiska plymhägern i arten, men dessa urskiljs allmänt som egna arter. Beståndet anses vara livskraftigt.

## Utseende
Mellanhägern är som namnet avslöjar en medelstor häger, mindre än ägretthägern men större än de små hägrarna silkeshäger och kohäger som den ofta delar miljö med. Fågeln mäter 56–72 centimeter i längd och 105–115 centimeter i vingbredd. Den är liksom sina släktingar helt vit i dräkten och den har oftast en relativt tjock gul näbb och mörka ben. I häckningstid är näbben rödaktig eller svart och tygeln gulgrön med lösa plymer från bröst och rygg. 
Förutom storleken skiljer den sig från ägretthägern på proportionellt kortare hals, kortare och tjockare näbb och en svart mungipa som inte sträcker sig förbi ögat. Den mindre silkeshägern har gula fötter, i häckningsdräkt plymer från nacken och springer ofta efter fisk på grunt vatten, vilket mellanhägern aldrig gör.
Mellanhägern skiljer sig från nära släktingarna plymhäger och gulnäbbad häger (alla tre tidigare behandlad som samma art, se Systematik nedan) genom att ha svart näbb i häckningsdräkt istället för gulrosa, helsvarta ben istället för svarta ben med rött inslag på övre delen av benen och genom att ha mycket gulare tygel. 

## Utbredning och systematik
Mellanhägern är vida spridd i södra och östra Asien, från Japan till södra Indien och Stora Sundaöarna. Arten är en mycket sällsynt gäst i Europa med endast två fynd, ett i Italien 2001 och ett i Frankrike 2003. I Mellanöstern är den en relativt vanlig förbipasserande flyttfågel och övervintrare i Oman och har även påträffats i Israel, Jordanien, Förenade Arabemiraten, Qatar och Jemen.

### Släktskap och släktestillhörighet
Australiska plymhägern (A. plumifera) och afrikanska gulnäbbad häger (A. brachyrhyncha) behandlas traditionellt som del av mellanhägern. Sedan 2014 urskiljs de tre dock som egna arter av Birdlife International och IUCN, sedan 2023 även av tongivande IOC och eBird/Clements.
Även mellanhägerns släktskap med andra hägrar har varit under diskussion. Tidigare placerades artkomplexet i Egretta, men DNA-studier visar att de är snarare släkt med hägrarna i Ardea, ägretthäger samt kohäger. Vissa för de därför till det egna släktet Mesophoyx (Sharpe, 1894) men de allra flesta väljer att inkludera dem numera i släktet Ardea, däribland Birdlife Sverige.

## Ekologi
Mellanhägern lurar metodiskt på sitt byte i grundvatten vid kuster eller inåt landet, inklusive översvämmade fält. Den lever av fisk, grodor, kräftdjur och insekter. Den häckar i kolonier, ofta med andra hägerarter, vanligtvis på en plattform av kvistar i träd eller buskar. Den lägger mellan två och fem ägg beroende på region.

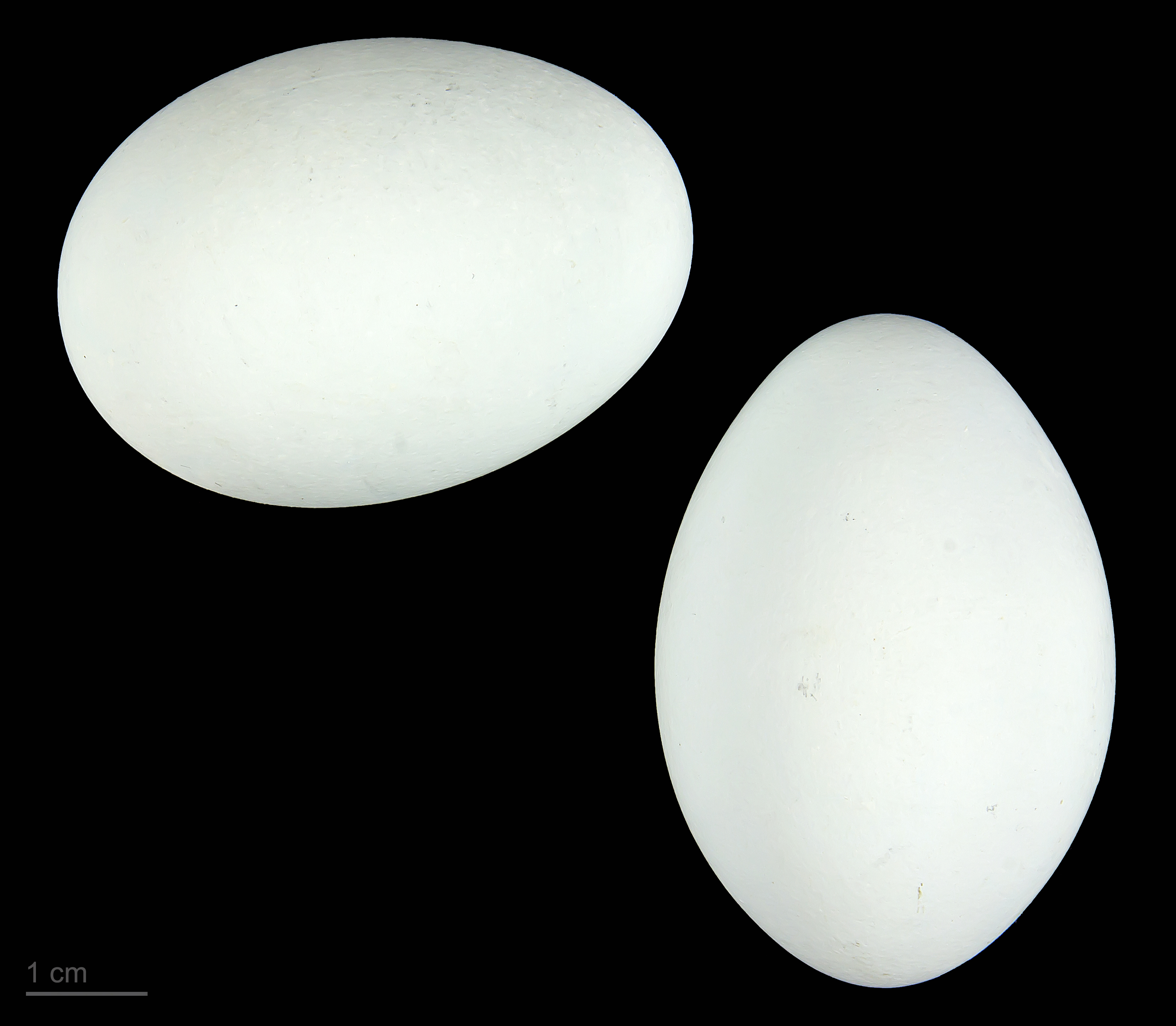
Mellanhägerns ägg.

## Status och hot
Arten har ett stort utbredningsområde, men tros minska i antal, dock inte tillräckligt kraftigt för att den ska betraktas som hotad. Internationella naturvårdsunionen IUCN listar arten som livskraftig (LC).

## Bilder

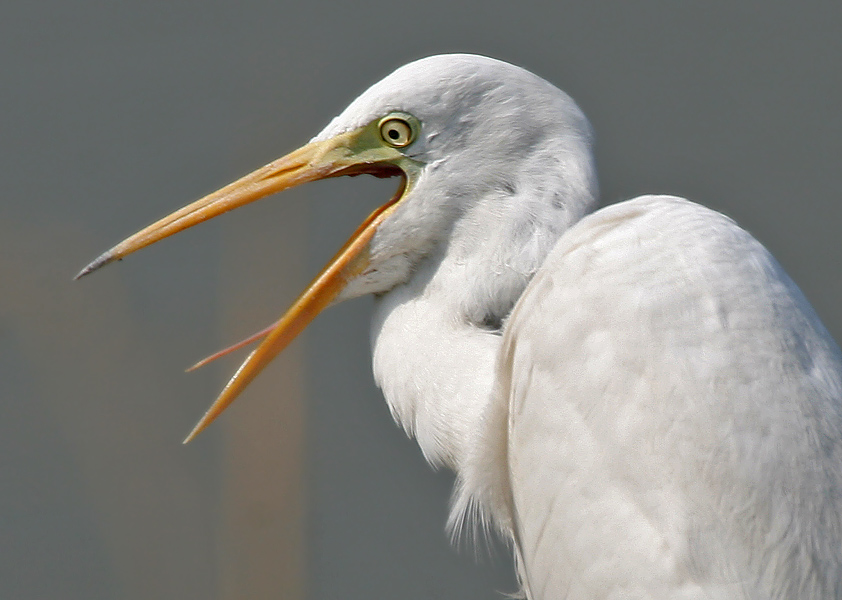
Mellanhäger i Hyderabad, Indien
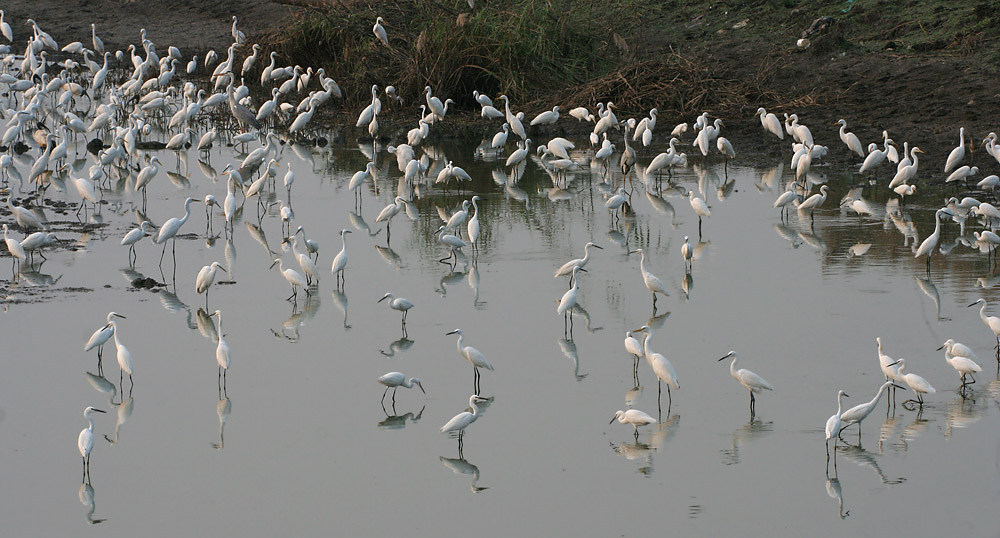
Flock i Indien
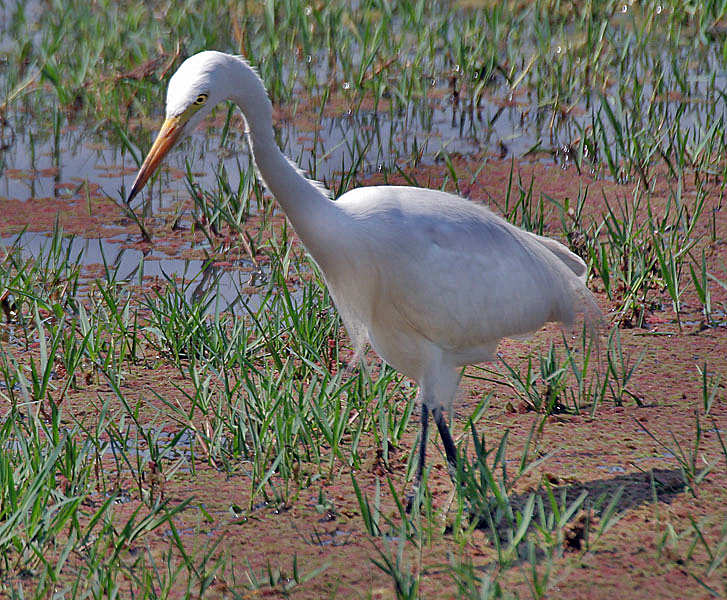
Mellanhäger i häckningsdräkt i Bharatpur